# Volley Bergamo 1991 2024-2025
Questa voce raccoglie le informazioni riguardanti il Volley Bergamo 1991 nelle competizioni ufficiali della stagione 2024-2025.

## Stagione
Il Volley Bergamo 1991 partecipa per la quarta volta alla Serie A1; chiude la regular season di campionato all'ottavo posto in classifica, qualificandosi per i play-off scudetto, dove viene eliminato nella serie dei quarti di finali dall'Imoco. Accede quindi ai play-off Challenge Cup, uscendo al secondo turno, battuto dalla Megavolley.
Grazie al settimo posto al termine del girone di andata di campionato, il Bergamo 1991 si qualifica per la Coppa Italia: è eliminato dalla competizione a seguito della sconfitta nei quarti di finale contro la Savino Del Bene.

## Organigramma societario
Area direttiva
- Presidente: Chiara Paola Rusconi
- Amministrazione: Andrea Veneziani, Paolo Bolis
- Segreteria: Lucia Moioli, Luigi Sana
- General managar: Stefano Rovetta
- Team managar: Ludovico Carminati
- Direttore sportivo: Matteo Bertini
- Revisore: Adriano Melgari
- Responsabile palasport: Michele Palmieri

Area tecnica
- Allenatore: Carlo Parini
- Allenatore in seconda: Marcello Cervellin
- Collaboratore: Gianni Bonacina
- Scout man: Elia Laise, Alessandro Bianciardi

Area comunicazione
- Addetto stampa: Giorgia Marchesi
- Videomaker: Christian Betti

Area marketing
- Responsabile marketing: Patrick Lardo

Area sanitaria
- Coordinatore area medica: Maurizio Gelfi
- Preparatore atletico: Luca Rossini
- Ortopedico: Alberto Baldi
- Fisioterapista: Matteo Gandolfi, Matteo Bonfanti
- Nutrizionista: Marta Gamba

## Rosa
| N° | Nome                      | Ruolo | Data di nascita   | Nazionalità sportiva |
| -- | ------------------------- | ----- | ----------------- | -------------------- |
| 1  | Vittoria Piani            | O     | 12 febbraio 1998  | Italia               |
| 3  | Virginia Adriano          | O     | 22 luglio 2004    | Italia               |
| 5  | Roberta Carraro           | P     | 17 novembre 1998  | Italia               |
| 7  | Alessia Bolzonetti        | S     | 15 febbraio 2002  | Italia               |
| 8  | Monique Strubbe           | C     | 5 luglio 2001     | Germania             |
| 9  | Alessandra Mistretta      | L     | 5 febbraio 2002   | Italia               |
| 10 | Martina Armini            | L     | 19 settembre 2002 | Italia               |
| 11 | Alice Farina              | C     | 26 giugno 2000    | Italia               |
| 13 | Ashley Evans              | P     | 23 dicembre 1994  | Stati Uniti          |
| 15 | Linda Manfredini          | C     | 14 maggio 2006    | Italia               |
| 16 | Michaela Mlejnková        | S     | 26 luglio 1996    | Rep. Ceca            |
| 22 | Elissa Alcántara          | O     | 11 gennaio 2001   | Porto Rico           |
| 23 | Viola Spampatti           | L     | 28 novembre 2006  | Italia               |
| 24 | Maria Alessandra Crevenna | C     | 14 novembre 2006  | Italia               |
| 26 | Ailama Cesé               | S     | 29 ottobre 2000   | Cuba                 |

## Mercato
| Acquisti | Acquisti             | Acquisti              | Acquisti   |
| R.       | Nome                 | da                    | Modalità   |
| -------- | -------------------- | --------------------- | ---------- |
| O        | Virginia Adriano     | Hermaea               | definitivo |
| O        | Elissa Alcántara     | Valencianas de Juncos | definitivo |
| L        | Martina Armini       | Savino Del Bene       | definitivo |
| S        | Alessia Bolzonetti   | Helvia Recina         | definitivo |
| P        | Roberta Carraro      | Montecchio Maggiore   | definitivo |
| S        | Ailama Cesé          | Firenze               | definitivo |
| P        | Ashley Evans         | Grand Rapids Rise     | definitivo |
| C        | Alice Farina         | Mondovì               | definitivo |
| C        | Linda Manfredini     | Casalmaggiore         | definitivo |
| L        | Alessandra Mistretta | Trentino              | definitivo |
| S        | Michaela Mlejnková   | Olympiakos            | definitivo |
| O        | Vittoria Piani       | Imoco                 | definitivo |
| C        | Monique Strubbe      | MTV Stoccarda         | definitivo |

| Cessioni                               | Cessioni            | Cessioni             | Cessioni   |
| R.                                     | Nome                | a                    | Modalità   |
| -------------------------------------- | ------------------- | -------------------- | ---------- |
| C                                      | Laura Bovo          | Fratte               | definitivo |
| C                                      | Božana Butigan      | Firenze              | definitivo |
| L                                      | Giada Cecchetto     | Futura Giovani       | definitivo |
| L                                      | Luna Cicola         | Roma Club            | definitivo |
| O                                      | Lorrayna da Silva   | Red Rockets Kawasaki | definitivo |
| O                                      | Audriana Fitzmorris | LOVB Omaha           | definitivo |
| P                                      | Giulia Gennari      | Savino Del Bene      | definitivo |
| C                                      | Laura Melandri      | Club Cesena          | definitivo |
| S                                      | Stella Nervini      | Firenze              | definitivo |
| P                                      | Laura Pasquino      | Hermaea              | definitivo |
| S                                      | Aurora Pistolesi    | Vallecamonica Sebino | definitivo |
| S                                      | Olivia Różański     | Beşiktaş             | definitivo |
| Trasferimenti nel corso della stagione |                     |                      |            |
| O                                      | Elissa Alcántara    | -                    | svincolata |

## Risultati

### Serie A1

#### Girone di andata
| 1ª giornata - 6 ottobre 2024 PalaEvangelisti, Perugia                       | Black Angels Perugia | 0 - 3 | Bergamo 1991 | 22-25, 23-25, 19-25        |
| 2ª giornata - 13 ottobre 2024 PalaPiantanida, Busto Arsizio                 | UYBA                 | 1 - 3 | Bergamo 1991 | 16-25, 25-18, 23-25, 17-25 |
| 3ª giornata - 20 ottobre 2024 PalaFacchetti, Treviglio                      | Bergamo 1991         | 1 - 3 | Talmassons   | 25-27, 25-20, 23-25, 18-25 |
| 4ª giornata - 27 ottobre 2024 PalaVerde, Villorba                           | Imoco                | 3 - 0 | Bergamo 1991 | 25-13, 25-17, 25-23        |
| 5ª giornata - 30 ottobre 2024 Palazzetto dello Sport, Roma                  | Roma Club            | 1 - 3 | Bergamo 1991 | 18-25, 21-25, 25-19, 18-25 |
| 6ª giornata - 3 novembre 2024 PalaFacchetti, Treviglio                      | Bergamo 1991         | 3 - 1 | Megavolley   | 17-25, 25-23, 26-24, 25-20 |
| 7ª giornata - 10 novembre 2024 PalaWanny, Firenze                           | Savino Del Bene      | 3 - 0 | Bergamo 1991 | 25-22, 25-18, 25-21        |
| 8ª giornata - 16 novembre 2024 PalaFacchetti, Treviglio                     | Bergamo 1991         | 1 - 3 | Chieri '76   | 17-25, 25-20, 20-25, 18-25 |
| 9ª giornata - 24 novembre 2024 Palazzetto dello Sport, Villafranca Piemonte | Pinerolo             | 0 - 3 | Bergamo 1991 | 17-25, 23-25, 20-25        |
| 10ª giornata - 1º dicembre 2024 PalaFacchetti, Treviglio                    | Bergamo 1991         | 1 - 3 | Pro Victoria | 20-25, 21-25, 25-22, 22-25 |
| 11ª giornata - 4 dicembre 2024 PalaTerdoppio, Novara                        | AGIL                 | 3 - 0 | Bergamo 1991 | 25-22, 25-22, 25-19        |
| 12ª giornata - 8 dicembre 2024 PalaFacchetti, Treviglio                     | Bergamo 1991         | 3 - 0 | Cuneo Granda | 25-20, 25-18, 25-23        |
| 13ª giornata - 15 dicembre 2024 PalaWanny, Firenze                          | Firenze              | 1 - 3 | Bergamo 1991 | 26-24, 20-25, 23-25, 17-25 |

#### Girone di ritorno
| 14ª giornata - 22 dicembre 2024 PalaFacchetti, Treviglio       | Bergamo 1991 | 3 - 0 | Black Angels Perugia | 25-20, 25-20, 25-23               |
| 15ª giornata - 26 dicembre 2024 PalaFacchetti, Treviglio       | Bergamo 1991 | 3 - 0 | UYBA                 | 26-24, 25-18, 25-21               |
| 16ª giornata - 5 gennaio 2025 Palazzetto dello Sport, Latisana | Talmassons   | 0 - 3 | Bergamo 1991         | 21-25, 20-25, 15-25               |
| 17ª giornata - 12 gennaio 2025 PalaFacchetti, Treviglio        | Bergamo 1991 | 0 - 3 | Imoco                | 22-25, 20-25, 21-25               |
| 18ª giornata - 15 gennaio 2025 PalaFacchetti, Treviglio        | Bergamo 1991 | 3 - 0 | Roma Club            | 25-20, 25-21, 25-18               |
| 19ª giornata - 19 gennaio 2025 PalaCampanara, Pesaro           | Megavolley   | 3 - 1 | Bergamo 1991         | 25-19, 17-25, 25-17, 25-23        |
| 20ª giornata - 26 gennaio 2025 PalaFacchetti, Treviglio        | Bergamo 1991 | 1 - 3 | Savino Del Bene      | 25-20, 19-25, 35-37, 23-25        |
| 21ª giornata - 1º febbraio 2025 PalaMaddalene, Chieri          | Chieri '76   | 3 - 0 | Bergamo 1991         | 25-21, 25-17, 25-23               |
| 22ª giornata - 12 febbraio 2025 PalaFacchetti, Treviglio       | Bergamo 1991 | 1 - 3 | Pinerolo             | 24-26, 25-16, 23-25, 24-26        |
| 23ª giornata - 16 febbraio 2025 Palalido, Milano               | Pro Victoria | 3 - 0 | Bergamo 1991         | 25-18, 25-16, 25-20               |
| 24ª giornata - 23 febbraio 2025 PalaFacchetti, Treviglio       | Bergamo 1991 | 2 - 3 | AGIL                 | 28-26, 10-25, 21-25, 25-22, 15-17 |
| 25ª giornata - 26 febbraio 2025 PalaCastagnaretta, Cuneo       | Cuneo Granda | 3 - 2 | Bergamo 1991         | 25-16, 20-25, 24-26, 25-23, 18-16 |
| 26ª giornata - 1º marzo 2025 PalaFacchetti, Treviglio          | Bergamo 1991 | 2 - 3 | Firenze              | 25-23, 25-21, 28-30, 18-25, 13-15 |

#### Play-off scudetto
| Quarti di finale (gara 1) - 9 marzo 2025 PalaVerde, Villorba        | Imoco        | 3 - 0 | Bergamo 1991 | 25-18, 25-11, 25-16 |
| Quarti di finale (gara 2) - 16 marzo 2025 ChorusLife Arena, Bergamo | Bergamo 1991 | 0 - 3 | Imoco        | 13-25, 21-25, 19-25 |

#### Play-off Challenge Cup
| Secondo turno (andata) - 23 marzo 2025 PalaFacchetti, Treviglio | Bergamo 1991 | 0 - 3 | Megavolley   | 20-25, 15-25, 21-25              |
| Secondo turno (ritorno) - 30 marzo 2025 PalaCampanara, Pesaro   | Megavolley   | 3 - 2 | Bergamo 1991 | 23-25, 25-20, 25-23, 21-25, 15-9 |

### Coppa Italia
| Quarti di finale - 29 dicembre 2024 PalaWanny, Firenze | Savino Del Bene | 3 - 1 | Bergamo 1991 | 25-15, 25-16, 23-25, 25-16 |

## Statistiche

### Statistiche di squadra
| Competizione | Punti | In casa | In casa | In casa | In trasferta | In trasferta | In trasferta | Totale | Totale | Totale |
| Competizione | Punti | G       | V       | P       | G            | V            | P            | G      | V      | P      |
| ------------ | ----- | ------- | ------- | ------- | ------------ | ------------ | ------------ | ------ | ------ | ------ |
| Serie A1     | 36    | 15      | 5       | 10      | 15           | 6            | 9            | 30     | 11     | 19     |
| Coppa Italia | -     | 0       | 0       | 0       | 1            | 0            | 1            | 1      | 0      | 1      |
| Totale       | -     | 15      | 5       | 10      | 16           | 6            | 10           | 31     | 11     | 20     |

G = partite giocate; V = partite vinte; P = partite perse

### Statistiche dei giocatori
| Giocatore     | Serie A1 | Serie A1 | Serie A1 | Serie A1 | Serie A1 | Coppa Italia | Coppa Italia | Coppa Italia | Coppa Italia | Coppa Italia | Totale | Totale | Totale | Totale | Totale |
| Giocatore     | P        | PT       | AV       | MV       | BV       | P            | PT           | AV           | MV           | BV           | P      | PT     | AV     | MV     | BV     |
| ------------- | -------- | -------- | -------- | -------- | -------- | ------------ | ------------ | ------------ | ------------ | ------------ | ------ | ------ | ------ | ------ | ------ |
| V. Adriano    | 24       | 80       | 67       | 7        | 6        | 1            | 12           | 12           | 0            | 0            | 25     | 92     | 79     | 7      | 6      |
| E. Alcántara  | 0        | 0        | 0        | 0        | 0        | 0            | 0            | 0            | 0            | 0            | 0      | 0      | 0      | 0      | 0      |
| M. Armini     | 30       | 0        | 0        | 0        | 0        | 1            | 0            | 0            | 0            | 0            | 31     | 0      | 0      | 0      | 0      |
| A. Bolzonetti | 17       | 78       | 70       | 4        | 4        | 1            | 0            | 0            | 0            | 0            | 18     | 78     | 70     | 4      | 4      |
| R. Carraro    | 27       | 6        | 2        | 3        | 1        | 1            | 0            | 0            | 0            | 0            | 28     | 6      | 2      | 3      | 1      |
| A. Cesé       | 28       | 423      | 381      | 32       | 10       | 1            | 18           | 17           | 1            | 0            | 29     | 441    | 398    | 33     | 10     |
| M. Crevenna   | 0        | 0        | 0        | 0        | 0        | -            | -            | -            | -            | -            | 0      | 0      | 0      | 0      | 0      |
| A. Evans      | 29       | 61       | 33       | 16       | 12       | 1            | 1            | 0            | 0            | 1            | 30     | 62     | 33     | 16     | 13     |
| A. Farina     | 7        | 8        | 3        | 5        | 0        | 0            | 0            | 0            | 0            | 0            | 7      | 8      | 3      | 5      |        |
| L. Manfredini | 30       | 266      | 176      | 45       | 45       | 1            | 10           | 9            | 1            | 0            | 31     | 276    | 184    | 46     | 45     |
| A. Mistretta  | 24       | 1        | 0        | 0        | 1        | 1            | 0            | 0            | 0            | 0            | 25     | 1      | 0      | 0      | 1      |
| M. Mlejnková  | 30       | 288      | 257      | 18       | 13       | 1            | 8            | 8            | 0            | 0            | 31     | 286    | 265    | 18     | 13     |
| V. Piani      | 29       | 348      | 293      | 22       | 33       | 1            | 2            | 2            | 0            | 0            | 30     | 350    | 295    | 22     | 33     |
| V. Spampatti  | 0        | 0        | 0        | 0        | 0        | 0            | 0            | 0            | 0            | 0            | 0      | 0      | 0      | 0      | 0      |
| M. Strubbe    | 30       | 196      | 132      | 48       | 16       | 1            | 7            | 3            | 3            | 1            | 31     | 203    | 135    | 51     | 17     |

P = presenze; PT = punti totali; AV = attacchi vincenti; MV = muri vincenti; BV = battute vincenti